# Stegothyris
Stegothyris és un gènere d'arnes de la família Crambidae. Conté només una espècie, Stegothyris fasciculalis, que es troba a Madagascar i Sud-àfrica.